# Tomb Raider (gra komputerowa 1996)
Tomb Raider – komputerowa przygodowa gra akcji wyprodukowana przez Core Design, wydana w 1996 roku przez Eidos Interactive, będąca pierwszą odsłoną franczyzy Tomb Raider. Pierwotnie wydana na Segę Saturn, niedługo później na MS-DOS i PlayStation. W późniejszym czasie ukazały się także porty na Mac OS-a (1999), Pocket PC (2002), N-Gage’a (2003), iOS-a (2013) i Androida (2015). Gra przedstawia losy archeolog i poszukiwaczki przygód Lary Croft, zatrudnionej przez bizneswoman Jacqueline Natlę do odnalezienia artefaktu nazywanego Dziecięciem Atlantydy. Croft przemierza kolejne poziomy, na które składają się pomieszczenia z licznymi zagadkami środowiskowymi i wyzwaniami platformowymi, walcząc także z wrogami.
Wstępny koncept gry opracował Toby Gard, główny projektant i artysta projektu, wymieniany także jako twórca postaci Lary Croft. Produkcja rozpoczęła się w 1994 roku i trwała przez osiemnaście miesięcy, a budżet przedsięwzięcia wyniósł około 440 tys. funtów szterlingów. Inspiracją dla protagonistki były m.in. komiks Tank Girl, cykl Indiana Jones oraz film Dzieci triady Johna Woo, zaś dla innowacyjnego wówczas trójwymiarowego środowiska opartego na siatce – egipskie grobowce. Muzyka skomponowana przez Nathana McCree inspirowana była klasyczną muzyką angielską. Grę oficjalnie zapowiedziano w 1995 roku; po zapowiedzi Tomb Raider wzbudził ogromne zainteresowanie prasy branżowej, był też intensywnie promowany przez Eidos Interactive.
Po premierze gra spotkała się z przytłaczająco pozytywnym przyjęciem ze strony recenzentów, którzy chwalili nowatorską trójwymiarową grafikę, sterowanie i rozgrywkę; zdobyła szereg branżowych nagród i wyróżnień, uznawana jest także za jedną z najlepszych gier komputerowych wszech czasów. Na PlayStation rozeszła się w ponad siedmiu milionach egzemplarzy, będąc jedną z najlepiej sprzedających się gier na tę platformę; do 2013 roku, w którym zadebiutował reboot serii, była też najlepiej sprzedającą się jej częścią. Lara Croft została ikoną popkultury oraz jedną z najbardziej rozpoznawalnych na świecie postaci z gier komputerowych. W 1997 ukazała się kontynuacja, Tomb Raider II, a w 2007 remake Tomb Raider: Anniversary opracowany przez Crystal Dynamics. W 2024 swoją premierę miała kolekcja Tomb Raider I–III Remastered na konsole ósmej i dziewiątej generacji oraz Windowsa, na którą składają się odświeżone wersje trzech pierwszych części serii wraz z dodatkami.

## Fabuła

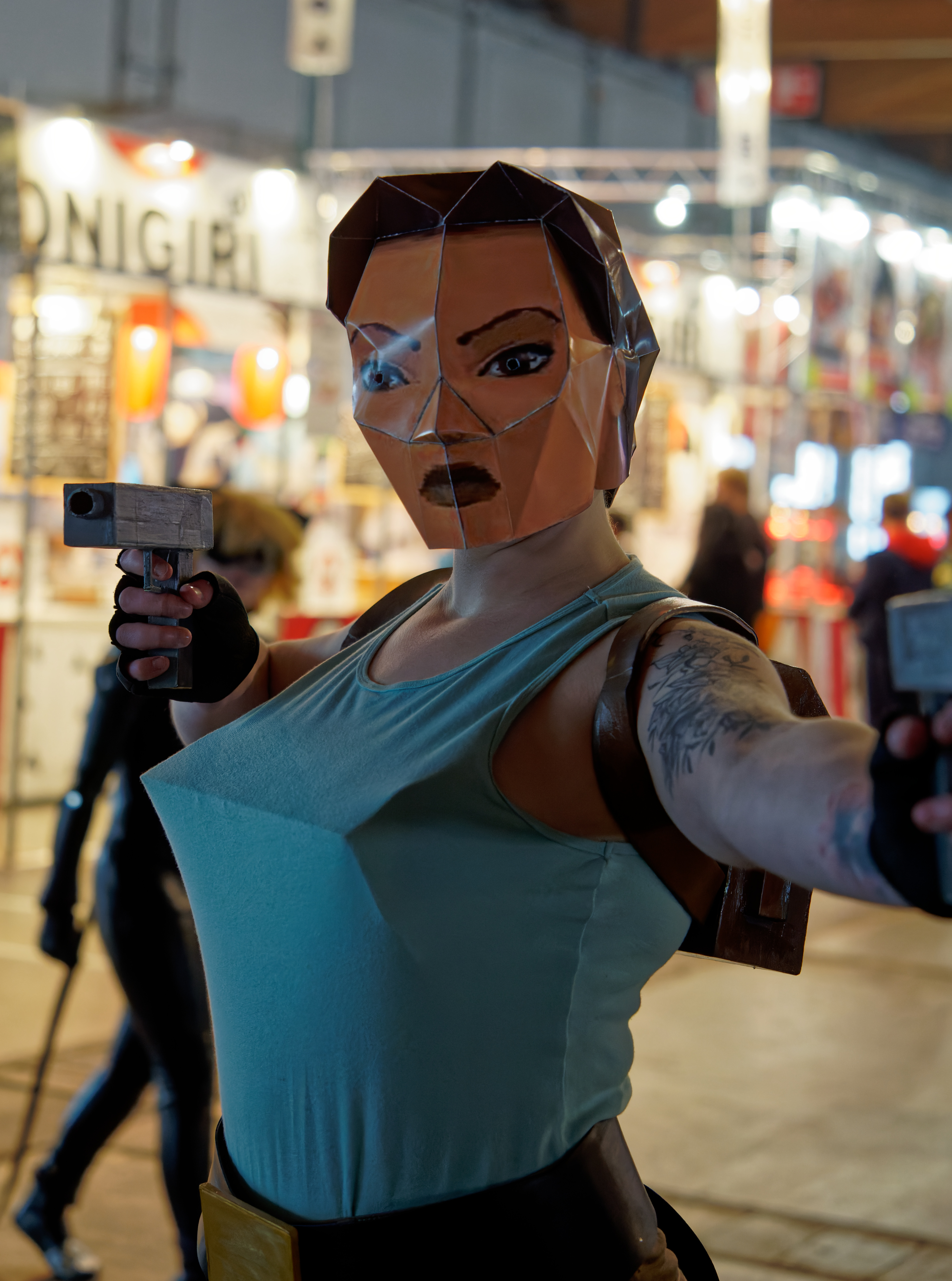
Cosplayerka przebrana za Larę Croft z pierwszej części serii.

Z Larą Croft kontaktuje się najemnik Larson Conway pracujący dla bizneswoman Jacqueline Natli, która wynajmuje archeolożkę do odnalezienia mitycznego artefaktu, Dziecięcia Atlantydy, ukrytego w grobowcu Qualopeca w górach Peru. Po zdobyciu przedmiotu Lara zostaje zaatakowana przez Larsona, który zdradza, że odzyskała tylko fragment, a odnalezienie pozostałych Natla zleciła jej rywalowi, łowcy skarbów Pierre’owi DuPontowi. Croft włamuje się do biura Natli, odkrywając w nim dziennik średniowiecznego mnicha, z którego dowiaduje się, że Dziecię jest potężnym artefaktem podzielonym na trzy części przez władców starożytnej Atlantydy, a jedna z nich została ukryta w grobowcu atlantydzkiego władcy Tihocana pod świątynią św. Franciszka w Grecji.
Przemierzając świątynię, kilkukrotnie walczy z Pierre’em. Ostatecznie dociera do grobowca Tihocana, w którym zabija swojego rywala i odbiera mu drugi fragment artefaktu. Z murali zdobiących grobowiec dowiaduje się, że władca bezskutecznie próbował wskrzesić Atlantydę po tym, jak pierwotny kontynent został zniszczony w wyniku katastrofy. Połączywszy dwa fragmenty Dziecięcia, Lara doświadcza wizji, w której widzi, że ostatni fragment ukryto w Egipcie po tym, jak trzeci władca zdradził pozostałych i użył artefaktu do stworzenia potworów, a za swoją zdradę został pojmany i uwięziony przez Tihocana i Qualopeca. Croft dociera do zaginionego egipskiego miasta Khamoon, w którym zabija Larsona i zdobywa ostatni fragment.
Lara zostaje zaatakowana przez zleceniodawczynię i jej przybocznych, którzy odbierają jej artefakt. Croft udaje się uciec i schować na pokładzie jachtu Natli, którym dociera na wulkaniczną wyspę z atlantydzką piramidą pełną potworów. Uporawszy się z przybocznymi, dociera na szczyt piramidy i odnajduje artefakt, który ujawnia resztę wizji – to Natla była trzecim władcą Atlantydy. Lara konfrontuje się z nią; ta wyjawia, że chce użyć Scionu do stworzenia armii, która wymusi przyspieszoną ewolucję ludzkości, ponieważ jej zdaniem zarówno Atlantydzi, jak i współczesna cywilizacja ludzka nie mają szans w obliczu katastrofy. Croft postanawia zniszczyć artefakt, co doprowadza do zburzenia piramidy. Lara zabija przemienioną w skrzydlatego potwora Natlę i ucieka z wyspy.

## Rozgrywka
Tomb Raider jest przygodową grą akcji, w której gracz wciela się w archeolog i poszukiwaczkę przygód Larę Croft, przemierzającą szereg starożytnych ruin i grobowców w poszukiwaniu prastarego artefaktu. Na grę składają się cztery rozległe poziomy umiejscowione w Peru, Grecji, Egipcie i Atlantydzie, a z menu głównego dodatkowo rozegrać można poziom treningowy w posiadłości Croftów. Wydarzenia przedstawione są z perspektywy trzeciej osoby – kamera domyślnie znajduje się za plecami postaci, gracz może jednak obracać nią ręcznie, żeby lepiej rozeznać się w otoczeniu. W kluczowych momentach kamera automatycznie zmienia kąt, żeby przedstawić nowy obszar z szerszej perspektywy albo dodać scenie filmowości. W wersjach na Segę Saturna i PlayStation zapisywanie gry możliwe jest wyłącznie za pomocą rozsianych po poziomach kryształów zapisu; w wersji na komputery osobiste zapisać można w dowolnym momencie. W przypadku śmierci postaci gra wznawiana jest od ostatniego punktu zapisu.
Głównym zadaniem gracza jest poprowadzenie Lary przez szereg grobowców i innych miejsc, w których poszukuje ona skarbów i artefaktów. Po drodze zabija przeciwników – groźne zwierzęta i stworzenia – zbiera niezbędne przedmioty i rozwiązuje zagadki środowiskowe. Ukończenie poziomu wymaga jego zbadania, rozwiązania zagadek i poprawnego wykonania sekwencji platformowych. Do gry zaimplementowano zróżnicowane sposoby poruszania się postaci, co pozwoliło na bardziej złożone interakcje ze środowiskiem. Poza standardowym sterowaniem typu tank controls Lara może chodzić, przeskakiwać nad rozpadlinami, przesuwać się na półkach skalnych i innych występach, wykonywać przewroty oraz pływać. Niektóre kombinacje przycisków pozwalają Larze stanąć na rękach z pozycji wiszącej albo skoczyć do wody.
W grze dostępne są dwa tryby zachowania postaci, zależne od tego, czy trzyma ona w rękach broń. Z wyciągniętą bronią automatycznie namierza nią najbliższe cele, co uniemożliwia wykonanie innych akcji z użyciem rąk, jak chociażby chwytanie się krawędzi, żeby zapobiec upadkowi. Domyślnie Croft korzysta z dwóch pistoletów z nieograniczoną amunicją, a dodatkowymi broniami są strzelba, dwa colty pythony i dwa uzi. Przycisk akcji odpowiada za szereg czynności, takich jak podnoszenie przedmiotów, pociąganie za dźwignie, strzelanie z broni palnej, chwytanie i przesuwanie bloków czy chwytanie się krawędzi. Wśród przedmiotów, które może zebrać Lara, znajdują się amunicja, apteczki, klucze i artefakty niezbędne do ukończenia etapu. Zebrane przedmioty przechowywane są przez postać w plecaku, dopóki nie zostaną użyte. Na poszczególnych poziomach ukryte mogą być sekrety – znalezienie ich jest opcjonalne, do części z nich trudno jest się dostać, a ich odnalezienie z reguły nagradzane jest dodatkowymi przedmiotami.

## Proces produkcji

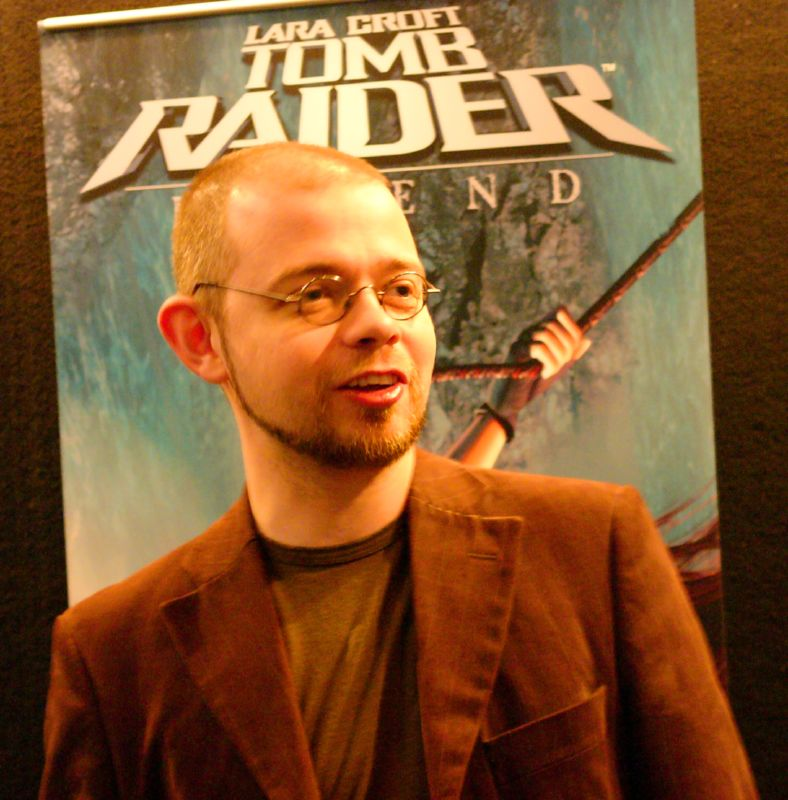
Toby Gard podczas promocji Tomb Raider: Legendy na targach Electronic Entertainment Expo w 2005.

Pomysł na Tomb Raider opracował Toby Gard, zatrudniony w Core Design znanym wówczas z produkowania gier komputerowych na komputery osobiste i konsole Segi. W 1994 roku podczas jednego ze spotkań zespołu Gard zaprezentował prezesowi studia, Jeremy’emu Heathowi-Smithowi, koncept gry, która mogłaby zostać wydana na zapowiedzianą przez Sony konsolę PlayStation. Cały zespół przystał na tę propozycję, a Heath-Smith pozwolił Gardowi ruszyć z projektem po zakończeniu prac nad BC Racers na Segę CD. W pierwszej kolejności Gard nakreślił ogólny koncept produkcji, której głównymi atutami będą filmowość i w pełni trójwymiarowa postać.
Gard wraz z Paulem Douglasem przez pół roku zajmował się preprodukcją, zanim do zespołu dołączyli programiści Gavin Rummery i Jason Gosling oraz artyści odpowiedzialni też za projekt poziomów, Neal Boyd i Heather Gibson. Twórcy chcieli stworzyć połączenie gry przygodowej w stylu Ultimy Underworld z trójwymiarowymi postaciami rodem z Virtua Fighter. Budżet projektu wynosił wówczas około 440 tys. funtów szterlingów, a gra powstawała w mocno nieformalnej atmosferze. Produkcja rozpoczęła się w 1994 i trwała przez osiemnaście miesięcy, a na jej finiszu twórcy wielokrotnie pracowali w nadgodzinach. W międzyczasie Core Design zostało kupione przez CentreGold, a to następnie – w maju 1996 – przez Eidos Interactive, które ostatecznie przejęło prawa do wydania gry. Przed premierą rozważano także inne tytuły, w tym Lara Croft: Tomb Raider czy Lara Croft’s Adventures.
Pierwsze grafiki koncepcyjne Garda przedstawiały mężczyznę mocno przypominającego Indianę Jonesa, wobec czego Heath-Smith – obawiając się pozwu o naruszenie praw autorskich – poprosił o zmianę postaci. Pierwotny dokument produkcyjny Garda zakładał, że gracz będzie mógł wybrać, czy chce grać mężczyzną, czy kobietą, ale kiedy Gard uświadomił sobie, że animowanie dwóch postaci będzie wymagało podwójnego nakładu pracy, wycofał się z tego pomysłu. Jego faworytką była żeńska postać nazwana „Laura Cruz” i ostatecznie to ją postanowił uczynić jedyną grywalną bohaterką. Kiedy prawa do wydania gry przejął Eidos, przedstawiciele wydawcy bezskutecznie nalegali na możliwość dodania wyboru grania mężczyzną. Gard przyznał, że umyślnie sprzeciwiał się podążaniu za trendami i ignorował nalegania wydawcy tak pod względem postaci, jak i rozgrywki. „Laura” przeszła kilka zmian, zanim zatwierdzono ostateczną wersję postaci, której imię zmieniono na Lara Croft wobec bardzo silnych sprzeciwów kierownictwa amerykańskiego Eidosu odnośnie do pierwotnie wybranego imienia. Tworząc Larę Croft Gard inspirował się komiksową postacią Tank Girl, Indianą Jonesem i filmem Dzieci triady Johna Woo. Według innych relacji, inspiracją mogła być młodsza siostra Garda, Frances. Zauważalnie przesadzone proporcje ciała Croft były celowym wyborem Garda, chcącego stworzyć karykaturalną personifikację kobiety, która mogłaby zostać ikoną młodszego pokolenia. Larę Croft animowano ręcznie, ponieważ twórcom zależało na jednolitości ruchów, niemożliwej do osiągnięcia za pomocą ówczesnej technologii przechwytywania ruchu, która wraz ze swoim rozwojem stała się standardem dopiero później. Model postaci składa się z dwustu trzydziestu wielokątów.
Projektując pierwsze etapy twórcy chcieli, żeby znalazły się w nich grobowce i piramidy. We wczesnej wersji scenariusza Lara miała konfrontować się z rywalizującą z nią grupą nazywaną „Chaos Raiders”. W Grecji Lara i Pierre mieli być mniej wrodzy wobec siebie, na pierwszym poziomie pomagając sobie w rozwiązywaniu zagadek. Larson wyewoluował z postaci Larsa Krugera, w pierwszych wersjach scenariusza pełniącego podobną rolę w fabule co Larson. Scenariusz napisała Vicky Arnold, która dołączyła do studia w 1995 i pracowała również nad kolejnymi grami z serii. Ogólny zarys historii stworzyli Gard i Douglas jeszcze na etapie preprodukcji, a następnie Arnold rozwinęła ich pomysły we właściwy scenariusz. Zadaniem Arnold było napisanie dialogów i zadbanie, żeby narracja była spójna z lokalizacjami, jakie zespół wybrał na miejsce akcji. Chociaż postać Lary została zaprojektowana przez Garda, wiele szczegółów z jej życiorysu zostało dodanych później przez Arnold.
Zespół celowo starał się utrzymywać prosty projekt o umiarkowanej skali. Projektując sekwencje platformowe twórcy czerpali inspirację z Prince of Persia (1989), a pojawiający się w Atlantydzie doppelgänger Lary stanowił nawiązanie do Mrocznego Księcia z gry Mechnera. Duża liczba zwierzęcych przeciwników miała na celu sprawić, żeby gracz poczuł się bardziej przyziemnie, zanim wprowadzone zostaną elementy fantastyczne, a dodatkowo zwierzęta łatwiej było zanimować i zaprogramować. Twórcy nie czuli się również dobrze z perspektywą tego, że Lara miałaby zabijać wielu ludzi. Pierwotnie rozgrywka nastawiona była głównie na walkę, ale wraz z rozwojem projektu środek ciężkości przeniesiono na sekwencje platformowe i łamigłówki. Zamysłem, który znalazł się w ostatecznej wersji gry, było takie rozmieszczenie przeciwników, żeby atmosfera z czasem zmieniła się z czystej przygody i akcji w przypominającą horror. Fabuła świadomie osadzona została na obszarach prawdziwych stanowisk archeologicznych kilku różnych kultur. Boyd i Gibson projektując trzy pierwsze etapy zagłębili się w literaturę naukową i historię każdej z nich – państwa Inków, starożytnej Grecji okresu klasycznego i starożytnego Egiptu. Grecja trafiła do gry po tym, jak postanowiono zrezygnować z umieszczenia w niej Angkor Wat. Posiadłość Croftów będąca poziomem treningowym została stworzona przez Garda w ciągu weekendu, a jej projekt zainspirowały zdjęcia gruzińskiej rezydencji, które znalazł w nieokreślonej książce.

### Projekt
Gra powstawała jednocześnie na trzy platformy docelowe – Saturna, komputery osobiste z systemem operacyjnym MS-DOS i PlayStation. Głównym programistą wersji na Saturna był Gosling. Douglas przyznał, że główny kod gry na każdą platformę był identyczny, a dopiero do niego dodawano kod specyficzny dla danego urządzenia. Podczas gdy Sony Europe już na wczesnym etapie zaakceptowało projekt, dzięki czemu Tomb Raider został jedną z pierwszych gier zewnętrznego studia zatwierdzonych na PlayStation, amerykański oddział początkowo odrzucił go ze względu na zbyt ogólnikowe informacje na jego temat. Zdaniem Douglasa była to wina Core Design, które przedstawiło grę wydawcom na zbyt wczesnym etapie prac nad nią. Zespół wprowadził kilka zmian do dokumentacji projektu i opracował wersję na PlayStation, która mogłaby zostać zaakceptowana przez oddziały Sony na całym świecie. Sega wynegocjowała czasową wyłączność gry na Saturna w Europie, przez co pozostałe dwie wersje trafiły do sprzedaży później. Umowę tę podpisano na kilka miesięcy przed premierą, wskutek czego studio musiało ukończyć wersję na Saturna sześć tygodni wcześniej niż planowano. Zaowocowało to koniecznością pracy w nadgodzinach.
Po premierze na Saturna w grze zidentyfikowano szereg błędów występujących na wszystkich platformach. Ze względu na czasową wyłączność na konsolę Segi nie udało się ich wyeliminować w tym wydaniu, zostały jednak usunięte przed premierą wersji na PlayStation i PC. Dwoma najbardziej znanymi błędami była możliwość dostawania się w nieprzeznaczone dla Lary miejsca poprzez dwukrotne podskoczenie przy narożnikach oraz nierozpoznawanie zebranych sekretów na ostatnim poziomie. W 1997 Core Design rozpoczęło negocjacje z Nintendo mające na celu wydanie gry na Nintendo 64, zaczynając też prace nad przeniesieniem jej na tę konsolę. Planowanie wersji na tę platformę rozpoczęło się na przełomie 1996 i 1997 roku; miała ona charakteryzować się m.in. przeprojektowanymi mechanikami dostosowanymi do kontrolera platformy wykorzystującego gałkę analogową. Zespół ostatecznie nigdy nie otrzymał zestawu deweloperskiego Nintendo 64, a prace nad portem ostatecznie zakończono po podpisaniu umowy z Sony, na mocy której do 2000 roku kolejne części serii w wersjach konsolowych miały ukazywać się wyłącznie na PlayStation.
Trójwymiarowa przygodowa gra akcji z perspektywą trzeciej osoby była wówczas czymś niespotykanym, toteż zespół spędził kilka miesięcy próbując znaleźć sposób, żeby zaproponowany przez Garda projekt mógł zadziałać na ówczesnym sprzęcie. Największych problemów nastręczała interakcja postaci ze środowiskiem. Tomb Raider, podobnie jak wiele tytułów z tamtego okresu, powstał na autorskim silniku gry, stworzonym przez Douglasa z pomocą Rummery’ego. Rummery opracował edytor poziomów, co pozwalało na „płynne” ich tworzenie. Zdaniem Rummery’ego decyzja, żeby poziomy oprzeć na siatce, była kluczowym przełomem, bez którego gra nie mogłaby powstać. Core Design stwierdziło, że przed wyprodukowaniem Tomb Raider studio „miało pewne problemy” z projektowaniem w architekturze trzydziestodwubitowej.
Edytor poziomów zaprojektowano tak, żeby twórcy mogli szybko i bez problemów wprowadzać poprawki do już stworzonych etapów. Kolejną znaczną innowacją była wielopoziomowość odwiedzanych przez Larę miejsc – większość ówczesnych trójwymiarowych gier ograniczała się do pomieszczeń o niewielkiej pionowości, niekiedy tylko pozorowanej. Projekt połączonych ze sobą pomieszczeń zainspirowany został przez staroegipskie wieloizbowe grobowce, w tym przede wszystkim grobowiec Tutanchamona. Oparcie poziomów na siatce było konieczne ze względu na kontrolowanie postaci za pomocą pada kierunkowego i wykorzystywaną w Saturnie technologię renderowania opartą na czterech wielokątach. Na samym początku tworzono szkielety poziomów, na które składały się tylko ściany i połączenia z innymi obszarami. Następnie dodawano elementy architektury i związane z rozgrywką, takie jak pułapki czy przeciwnicy, a na końcu implementowano oświetlenie. Ze względu na ograniczenia technologiczne etapy rozgrywające się na zewnątrz zostały niemal całkowicie usunięte.
Twórcy zdecydowali się na perspektywę trzeciej osoby stwierdzając, że nie jest ona tak popularna jak widok pierwszoosobowy w spopularyzowanych przez Doom (1993) strzelankach. Widok trzecioosobowy sprawiał jednak, że wiele elementów – w tym sterowanie postacią i kamerą – trudno było zaimplementować. Kamera opisana została czterema predefiniowanymi kątami, które zmieniały się w locie w zależności od pozycji postaci i miejsca, w jakim się ona znajdowała. Podczas przemierzania poziomów i walki zawieszana była wokół określonego punktu, pozwalając widzieć Larę i koncentrować się na wskazanym obiekcie. Mechanika korzystania z dwóch pistoletów pozostała niezmieniona od czasu wczesnych prototypów. System celowania zaprojektowano tak, że możliwe było celowanie albo każdą ręką z osobna, albo wskazanie obiema jednego celu. W sekwencjach podwodnych wykorzystano cieniowanie Gourauda, żeby w czasie rzeczywistym imitować efekty pływania i oświetlenie.

### Oprawa dźwiękowa
Muzykę do gry napisał Nathan McCree, będący wówczas stałym kompozytorem Core Design. Główną inspiracją była dla niego klasyczna muzyka angielska, na co bezpośredni wpływ miały rozmowy z Gardem o postaci Lary. Na ich podstawie McCree postanowił, że muzyka do Tomb Raider powinna być prosta i melodyjna. Utwór tytułowy oparto na czteronutowym motywie, który następnie pojawiał się w kolejnych odsłonach serii. W utworze „Where the Depths Unfold”, odgrywanym w sekwencjach podwodnych, wykorzystano partię chóralną. Ponieważ studio nie dysponowało budżetem na nagranie muzyki na żywo, McCree nagrywał całość za pomocą syntezatorów, co nastręczało trudności w kwestii chóru, który samodzielnie imitował. McCree napisał wszystkie utwory na podstawie ogólnikowych opisów miejsc, w których mają być odtwarzane; ze względu na brak czasu na poprawki skomponowane utwory od razu stawały się wersją ostateczną i trafiły do gry. W odróżnieniu od większości ówczesnych gier, Tomb Raider nie towarzyszyła muzyka odtwarzana w tle przez cały czas, zamiast tego pojawiała się ona tylko w z góry zaplanowanych momentach, mając spotęgować efekt dramatyczny. Przez większość gry słyszalne są tylko efekty towarzyszące walce, dźwięki otoczenia oraz stęknięcia i westchnięcia Lary; ponieważ nie nakładały się one na muzykę, twórcy starali się, żeby brzmiały jak najlepiej. McCree przyznał, że ścieżka dźwiękowa została napisana w taki, a nie inny sposób, ponieważ dostał niewiele czasu na jej stworzenie, co wymusiło szybkie pisanie utworów bez większego pomyślunku odnośnie do tego, co będą ilustrować. Po otrzymaniu gotowych utworów twórcy umieścili je w momentach, z którymi ich zdaniem najlepiej się komponowały. Dźwięki symfoniczne stworzono za pomocą rozszerzenia „Orchestral Expansion” do syntezatora firmy Roland Corporation z serii JV.
Larę Croft zdubbingowała angielska aktorka głosowa Shelley Blond, którą do udziału w castingu przekonał jej agent. Core Design spędziło trzy miesiące na poszukiwaniach odpowiedniej aktorki do roli, przez co Blond czuła presję, żeby wypaść jak najlepiej. W późniejszym czasie stwierdziła: „Poproszono mnie, żebym grała sztywno, bez emocji, na wzór »żeńskiego Bonda«. Osobiście bardziej modulowałabym głos, dodała tonu i emocji, ale twórcy chcieli, żeby pozostało tak, jak ich zdaniem powinno to brzmieć, całkiem słusznie zresztą. Moim zadaniem było po prostu ożywienie ich postaci”. W japońskiej wersji głosu Larze użyczyła Megumi Ogata, a we francuskiej Françoise Cadol. Według Blond nagrania dialogów do gry zajęły około pięciu godzin, wliczając w to odgłosy takie jak jęki, krzyki czy dźwięki wydawane podczas śmierci bohaterki. Według innych relacji odgłosy te mieli nagrywać Gibson, kierowniczka działu public relations Suzie Hamilton i inżynier dźwięku Martin Iveson, którego głos sztucznie podniesiono. W Tomb Raider II Blond zastąpiła Judith Gibbins. W 2011 Blond stwierdziła, że nie powtórzyła roli, ponieważ nie doszła do porozumienia z twórcami w „niektórych kwestiach”, a w 2016, że musiała odmówić ze względu na inne zobowiązania zawodowe. Pozwoliła jednak na ponowne wykorzystanie nagranych wcześniej odgłosów, podczas gdy dialogi nagrywała Gibbins.

## Dystrybucja
Powstawanie gry potwierdzono w 1995 roku, lecz pierwotnie udostępniono niewiele informacji na jej temat. Prasa branżowa wyrażała nią niewielkie zainteresowanie aż do prezentacji wersji demonstracyjnej podczas targów Electronic Entertainment Expo w 1996, po których zaczęła być zauważalna. Wówczas gra doczekała się sporego rozgłosu w przeciwieństwie do samej grupy z Core Design odpowiedzialnej za projekt, na którą prawie nie zwrócono uwagi, co spotkało się z mieszanymi reakcjami. Chociaż twórcy początkowo nie przewidywali skali popularności Tomb Raider, pozytywny odbiór podczas imprez branżowych sugerował, że może okazać się sukcesem. W celu wypromowania tytułu Eidos zatrudnił modelki, które wcielały się w Larę podczas wydarzeń poświęconych grom komputerowym. Pierwszą z nich była Natalie Cook, ale prawdopodobnie ze względu na niemożliwość dostosowania jej terminarza do planów marketingowych Eidosu w 1997 zastąpiła ją Rhona Mitra, pozostając w roli do 1998.
Gra zadebiutowała w Europie 24 października 1996 na Saturnie. W Ameryce Północnej wersje na wszystkie trzy platformy docelowe trafiły do sprzedaży jednocześnie 14 listopada, zaś w Europie pozostałe dwie wersje wydano 22 listopada. Po premierze wersja na komputery osobiste doczekała się aktualizacji umożliwiających uruchomienie jej na Windowsie 95. 29 listopada 2012 grę – pod tytułem Tomb Raider I – udostępniono w dystrybucji cyfrowej na Steamie. W Japonii gra została wydana przez Victor Interactive Software pod tytułem Tomb Raiders – 14 stycznia do sprzedaży trafiła wersja na Saturna, a miesiąc później na PlayStation. Wersję cyfrową udostępniono na PlayStation Network w sierpniu 2009 w Ameryce Północnej, a rok później w Europie. Realtech VR podjęło próbę stworzenia odświeżonych wersji pierwszych trzech części serii na Windowsa, projekt ten jednak przerwano, ponieważ autorzy nie zdobyli na to zgody ówczesnego właściciela praw do marki, Square Enix.
W 1997 zapowiedziano, że wersja na Windowsa doczeka się rozszerzenia Niedokończone sprawy dodającego do gry cztery nowe poziomy, a także materiały promujące Tomb Raider II. 20 marca 1998 dodatek udostępniono do pobrania dla osób posiadających już grę, a do sklepów trafiło wydanie zbiorcze Tomb Raider: Unfinished Business (w Stanach Zjednoczonych Tomb Raider Gold) zawierające podstawową wersję gry wraz z dodatkiem. Produkcję nowych poziomów nadzorował Phil Campbell, który trafił do studia niedługo wcześniej po tym, jak inny jego projekt został skasowany przez wydawcę. Rozdział „Niedokończone sprawy” rozgrywa się w ruinach atlantydzkiej piramidy, a „Shadow of the Cat” w egipskiej świątyni poświęconej bogini Bastet. Dodatek pomyślany został jako alternatywny, trudniejszy finał gry, w którym Lara musi zmierzyć się z większą liczbą mutantów i trudniejszymi sekwencjami platformowymi. Pomysł na rozdział „Shadow of the Cat” wziął się od posągu kota znajdowanego w podstawowej wersji gry w Khamoonie, a poziomy nawiązują do dziewięciu kocich żyć. Ze względów licencyjnych niektóre późniejsze reedycje gry nie zawierały zawartości z Niedokończonych spraw.
16 marca 1999 na Mac OS-ie zadebiutował port opracowany na podstawie Tomb Raider: Unfinished Business przez Aspyr. W lipcu 2002 Handango wydało port na Pocket PC, a w październiku 2003 gra trafiła na N-Gage’a; oba te porty opracowało studio Ideaworks3D. 17 grudnia 2013 port Unfinished Business opracowany i wydany przez Square Enix udostępniono na urządzeniach z iOS-em, a w kwietniu 2015 na Androidzie.
W lutym 2024 wydana została kolekcja Tomb Raider I–III Remastered na PlayStation 4, PlayStation 5, Windowsa, Xboksa One, Xboksa Series X/S i Switcha. Na pakiet składają się trzy pierwsze części serii wraz z dodatkami do nich. Odświeżona wersja poza grafiką wyższej rozdzielczości oferuje także m.in. nowoczesny schemat sterowania, dostosowany do gałek analogowych. Za wydanie remastera odpowiada Aspyr, które opracowało go we współpracy z Crystal Dynamics.

### Nude Raider
Niesławną częścią historii gry jest dostępna na komputery osobiste stworzona przez fanów modyfikacja Nude Raider, podmieniająca model Lary na nagi. W 1999 roku Core Design rozważało podjęcie działań prawnych wobec stron internetowych udostępniających nagie obrazki z postacią, argumentując, że studio nie chce, żeby natrafili na nie młodsi gracze szukający informacji o Tomb Raider. Studio wysyłało wezwania do zaprzestania działalności do właścicieli strony nuderaider.com, z której można było pobrać łatkę, powołując się na naruszenie praw autorskich, oraz innych, które ją udostępniały. Strony takie ostatecznie zostały zamknięte, a Eidos Interactive zyskał prawa do nazwy domeny Nude Raider. Niedługo później pojawiła się plotka o kodzie wewnątrz gry, po wpisaniu którego możliwe było rozebranie Lary. Kierownictwo zasugerowało producentom dodanie w Tomb Raider II nagiej Lary, jednak ci odmówili, a zamiast tego pod przykrywką tajnego kodu rozbierającego Larę dodali taki, po wpisaniu którego ta wybuchała.

## Odbiór
Po premierze Tomb Raider spotkał się z powszechnym uznaniem recenzentów magazynów branżowych, chwalących dobre i zróżnicowane sterowanie, rewolucyjną oprawę graficzną, ciekawe poziomy oraz oszczędne wykorzystanie walki, żeby utrzymać albo podnieść atmosferę napięcia. Ryan MacDonald z GameSpotu stwierdził, że w grze znajdują się łamigłówki rodem z Resident Evil i krwawa akcja w stylu Loaded, a do tego kamera umożliwiająca pełny obrót. Redakcja „Electronic Gaming Monthly” uznała Tomb Raider za grę miesiąca ex æquo ze Street Fighter Alpha 2 stwierdzając, że wyróżnia się na tle innych produkcji i jest najlepszym jak dotąd tytułem wydanym na PlayStation. Recenzent czasopisma „Next Generation” stwierdził, że jest to „zmuszająca do myślenia, wciągająca przygodowa gra akcji, której intensywność dorównuje najlepszym dziełom Hollywood”, wskazując jednocześnie, że jest też produkcją przełomową, która z dużą dozą prawdopodobieństwa będzie wyznaczała standardy dla ówczesnej generacji konsol.
Niektórzy recenzenci lepiej ocenili wersję na PlayStation od saturnowej. MacDonald stwierdził, że na konsoli Sony grafika jest ostrzejsza, zaś recenzent „GamePro” ocenił ją o półtorej gwiazdki lepiej w każdej kategorii, zaznaczając jednak, że wersja na Saturna jest „solidnym tytułem”. „Next Generation”, recenzujące grę na Saturnie, zapowiedziało, że nie będzie recenzowało osobno wersji na PlayStation, ponieważ różnice pomiędzy nimi są minimalne. „Electronic Gaming Monthly” zrecenzowało tylko wersję na PlayStation informując, że obie wersje są równie dobre i mają identyczną grafikę. Porównanie przeprowadzone w 2016 przez Digital Foundry wykazało, że wersja na Saturna była najsłabszą – z niższym klatkażem i gorszej jakości dźwiękiem niż na pozostałych platformach. „Next Generation” zrecenzowało dodatkowo komputerowe wydanie Tomb Raider: Unfinished Business oceniając je na , zaznaczając, że jest ono odpowiednim wyborem dla niezaznajomionych z grą, a ci, którzy już ją kupili, powinni pobrać dodatkowe poziomy z oficjalnej strony internetowej.
Tomb Raider otrzymał Spotlight Award 1996 za najlepszą animację oraz Origins Award dla najlepszej gry akcji 1997. W 1999 Toby’ego Garda i Paula Douglasa uhonorowano Berners-Lee Interactive BAFTA Award za wkład w rozwój branży gier komputerowych, a w 2018 The Strong National Museum of Play włączyło grę do World Video Game Hall of Fame.
Gra zdobyła liczne wyróżnienia dla najlepszej gry roku od mediów branżowych. „Computer Games Strategy Plus” uznało ją za najlepszą grę 1996 roku, nagradzając także w kategorii najlepszej trójwymiarowej gry akcji. W plebiscycie CNET Gamecenter na najlepszą grę akcji 1996 przegrała z Quakiem. Redakcja „Electronic Gaming Monthly” uznała ją za drugą najlepszą grę roku na PlayStation (za Tekkenem 2) i Saturna (za Dragon Force), wskazując, że obie wersje zaprojektowano tak, żeby maksymalnie wykorzystywały potencjał każdej konsoli. Gra zajęła także drugie miejsce w pozostałych kategoriach, do których była nominowana – dla gry akcji (za Die Hard Trilogy), gry przygodowej (za Super Mario 64) i gry roku (ponownie za Super Mario 64).
Niecały rok po premierze gry „Electronic Gaming Monthly” sklasyfikował wersję na PlayStation na pięćdziesiątym czwartym miejscu najlepszych gier konsolowych w historii, chwaląc przede wszystkim rozległe i interesujące poziomy, jakie można w niej eksplorować. W 1998 „PC Gamer” uznał Tomb Raider za czterdziestą siódmą najlepszą grę na komputery osobiste; redaktorzy uzasadnili to „ogromną ilością frajdy i autentycznym fragmentem postmodernistycznej historii gier”. W 2001 „Game Informer” uznał ją za osiemdziesiątą szóstą najlepszą grę w historii, chwaląc przede wszystkim fakt, że Lara spodobała się zarówno graczom, jak i niegraczom. W 1999 „Next Generation” sklasyfikował Tomb Raider na 22. miejscu listy 50 najlepszych gier wszech czasów, uzasadniając, że projekt poziomów i scenografie zapewniały autentyczne poczucie eksploracji i spełnienia. W 2001 GameSpot umieścił grę w zestawieniu piętnastu najbardziej wpływowych gier wszech czasów zauważając, że stanowiła ona wzorzec dla innych trójwymiarowych gier akcji i pomogła w napędzeniu sprzedaży kart graficznych z akceleratorami 3D. W 2004 „Official UK PlayStation Magazine” uznał Tomb Raider za czwartą najlepszą grę wszech czasów. Natomiast portal IGN sklasyfikował spotkanie tyranozaura w Tomb Raiderze na 49. miejscu listy najbardziej niezapomnianych momentów w historii gier komputerowych.

### Sprzedaż
Tuż po premierze Tomb Raider ustanowił rekord, trzykrotnie znajdując się na pierwszym miejscu zestawienia najlepiej sprzedających się gier w Wielkiej Brytanii, przyczyniając się także do sukcesu sprzedażowego PlayStation. Rok wcześniej Eidos Interactive odnotował blisko 2,6 mln USD straty, zaś po premierze gry zakończyło rok fiskalny z dochodem w wysokości około 14,5 mln USD. Jako jedna z najlepiej sprzedających się gier na konsolę Sony była też jedną z pierwszych, która trafiła do serii „Platinum”, a jej sukces sprawił, że Tomb Raider II był najbardziej wyczekiwaną grą na tę platformę. Do 1997 rozeszła się na całym świecie w ponad 2,5 mln egzemplarzy. Dużą popularnością cieszyło się także wydanie na Saturna, będące jedną z najchętniej kupowanych gier komputerowych w okresie bożonarodzeniowym 1996 roku.
W sierpniu 1998 wersja na komputery osobiste otrzymała platynowy certyfikat Verband der Unterhaltungssoftware Deutschland (VUD), z kolei wersja na PlayStation złoty, za sprzedaż – odpowiednio – 200 tys. i 100 tys. egzemplarzy w Niemczech, Austrii i Szwajcarii. W pierwszym kwartale 1997 Tomb Raider był dziewiątą najchętniej kupowaną grą na konsole w Stanach Zjednoczonych, sprzedając się w 143 tys. kopii, będąc zarazem najlepiej sprzedającą się w tym kraju grą na PlayStation. Łącznie na całym świecie sprzedano ponad 7 mln egzemplarzy, a do momentu premiery rebootu z 2013 Tomb Raider i Tomb Raider II były najlepiej sprzedającymi się grami z serii.

## Kontynuacje i wpływ na kulturę
Już pod koniec prac nad grą rozpoczęto fazę koncepcyjną jej kontynuacji, Tomb Raider II. Pod presją wydawcy w latach 1996–2000 Core Design wydawało corocznie nowe części serii, co odcisnęło się negatywnie na zespole. Zmęczenie twórców zwieńczył naznaczony problemami cykl produkcyjny Tomb Raider: The Angel of Darkness (2003) na PlayStation 2. Gra spotkała się z negatywnym przyjęciem ze strony recenzentów i słabą sprzedażą, wobec czego Eidos Interactive odsunęło Core Design od prac nad serią i przekazało ją innemu swojemu studiu, Crystal Dynamics, które zrestartowało serię poprzez Tomb Raider: Legendę (2006).
Po premierze pierwszej gry Lara Croft została ikoną popkultury, pojawiając się w wielu mediach, nie tylko związanych z grami komputerowymi. Jej wizerunek wykorzystano m.in. w reklamach samochodów i artykułów spożywczych, pojawiła się m.in. na okładce lifestyle’owego czasopisma „The Face”. Poziom wyrafinowania, jaki osiągnięto poprzez połączenie najnowocześniejszej grafiki, klimatycznej ścieżki dźwiękowej i filmowego podejścia do rozgrywki, był wówczas niespotykany w grach komputerowych.
Chociaż Gard był zadowolony z pracy w Core Design, po premierze Tomb Raider poróżnił się z Eidosem. Nie był zadowolony z tego, że nie ma kontroli nad tym, jak wydawca promuje stworzoną przez niego postać, koncentrując się na jej seksualności zamiast na przymiotach, jakie nadali jej twórcy. Gard i Douglas opuścili Core Design w 1997 i założyli własne studio, Confounding Factor, co spotkało się z mieszanym przyjęciem ze strony pozostałych pracowników, pracujących wówczas nad kontynuacją. W 2004 Gard przyznał w wywiadzie dla „Game Informera”, że chciał stworzyć kontynuację, ale po sukcesie gry Lara się zmieniła i nie był pewny, czy sprosta oczekiwaniom wydawcy. Gard powrócił do serii jako konsultant podczas prac nad Legendą.
Po premierze Legendy Crystal Dynamics wyprodukowało Tomb Raider: Anniversary – remake Tomb Raider na silniku poprzedniej gry, wplatający oryginalną fabułę w zrestartowaną serię. Gard pełnił przy remake’u funkcję głównego scenarzysty, odpowiedzialnego m.in. za główny wątek fabularny i charakteryzację Lary, oraz reżysera. Anniversary wydano w 2007 na Windowsa, PlayStation 2, PlayStation Portable, Xboksa 360 i Wii.
Od premiery gra wzbudza bezustanne zainteresowanie fanów. W 2016 roku programista Timur „XProger” Gagijew rozpoczął prace nad OpenLarą, opensource’owym portem silnika pierwszej gry. Rozwój projektu pozwolił na przeniesienie jej zarówno na współczesne, jak i archaiczne systemy, takie jak 3DO Interactive Multiplayer, Segę 32X, Xbox, iPhone’a i Nintendo 3DS. W styczniu 2022 wydano wersję na Game Boya Advance, która spotkała się z zainteresowaniem mediów branżowych.